# آنا ماكبارتلين
آنا ماكبارتلين (بالإنجليزية: Anna McPartlin)‏ هي كاتِبة ومؤلفة أيرلندية، ولدت في 1972 في دبلن في جمهورية أيرلندا.

## وصلات خارجية
- الموقع الرسمي
- آنا ماكبارتلين على موقع IMDb (الإنجليزية)
- آنا ماكبارتلين على موقع قاعدة بيانات الفيلم (الإنجليزية)